# Elie Siegmeister
Elie Siegmeister (conocido también bajo el seudónimo LE Swift, 15 de enero de 1909-10 de marzo de 1991) fue un compositor, educador y autor estadounidense.

## Biografía
Elie Siegmeister nació el 15 de enero de 1909 en Nueva York en el seno de una familia judía de origen ruso. Su padre era cirujano. La familia se mudó a Brooklyn cuando Siegmeister tenía cinco años, edad a la que comenzó a recibir lecciones de piano.
Siegmeister ingresó en la Universidad de Columbia a los 15 años y obtuvo una licenciatura cum laude a los 18 años. Posteriormente continuó su formación en la Escuela Juilliard, donde estudió dirección con Albert Stoessel y contrapunto con Wallingford Riegger. Estuvo entre los numerosos compositores estadounidenses, incluidos Aaron Copland y Virgil Thomson, que fueron alumnos de la influyente profesora Nadia Boulanger en París.
Su variada producción musical mostró su interés por el desarrollo de un auténtico vocabulario musical estadounidense. El jazz, el blues y las melodías y ritmos folklóricos son temas frecuentes en sus numerosos ciclos de canciones, sus nueve óperas, sus ocho sinfonías y sus numerosas obras corales, de cámara y solistas. Sus 37 obras orquestales han sido interpretadas por importantes orquestas de todo el mundo bajo la dirección de Arturo Toscanini, Leopold Stokowski, Dimitri Mitropoulos, Lorin Maazel y Sergiu Comissiona. Compuso música para la industria cinematográfica de Hollywood, destacando, la banda sonora de la película de 1959, Llegaron a Cordura, protagonizada por Gary Cooper y Rita Hayworth. 
Su Western Suite fue estrenada por Toscanini y la Orquesta Sinfónica de la NBC durante un concierto retransmitido el 25 de noviembre de 1945 en NBC Studio 8-H. Más tarde, Maurice Abravanel y la Orquesta Sinfónica de Utah hicieron una grabación estéreo de la música, que incorpora melodías familiares de vaqueros. El biógrafo Mortimer Frank dijo que el estreno de Toscanini (conservado en discos de transcripción) es una actuación notable dirigida por un director cuyas raíces no se remontan al Viejo Oeste sino al Conservatorio de Parma.
Siegmeister escribió varios libros importantes sobre música, entre ellos "Treasury of American Song", en coautoría con Olin Downs, "The Music Lover's Handbook" y los dos volúmenes "Harmony and Melody", que fueron ampliamente adoptados por los planes de estudio en universidades y conservatorios. En 1960, Siegmeister también grabó y lanzó un álbum instructivo de música, Invitation to Music, en Folkways Records, en el que analiza los fundamentos de la música.
Desde 1977 hasta su muerte, formó parte de la junta directiva de Asociación Estadounidense de Compositores, Autores y Editores y presidió su Comité de Sinfónica y Conciertos. Fue compositor residente en Universidad Hofstra de 1966 a 1976, habiendo organizado y dirigido la Orquesta Sinfónica de Hofstra. También presidió el Consejo de Artistas Creativos, Bibliotecas y Museos e inició en 1978 el concurso Nacional de Música Negra del Centro John F. Kennedy para las Artes Escénicas. En 1939 organizó los American Ballad Singers, pioneros del renacimiento de la música folk, a quienes dirigió durante ocho años en actuaciones por todo Estados Unidos. Fue ganador de numerosos premios y encargos, entre ellos los de las Fundaciones Guggenheim, Ford y Elizabeth Sprague Coolidge, la Biblioteca del Congreso, el Fondo Nacional de las Artes y la Agencia de Información de Estados Unidos .